# Acquaviva delle Fonti
Acquaviva delle Fonti község (comune) Olaszország Puglia régiójában, Bari megyében.

## Fekvése
Baritól délre, a Murge-fennsíkon fekszik.

## Története
A város az ókori peucetius település Salentinum közelében alakult ki a 9. században. A település erődítményét a normannok építették. 1456-ig a Tarantói Hercegség része volt, ezt követően az Acquaviva hercegek szerezték meg a környező településekkel együtt. Az Aquavivák 1614-ben nehéz pénzügyi helyzetük enyhítéseként eladták és így a település egy genovai üzletember, Paride Pinelli herceg birtokába került. Halála után, 1623-ban egy másik genovai nemes vásárolta meg, Assigliano Carlo de Mari. Az ő nevéhez fűződik a normann vár átépítése barokk palotává. 1806-ban vált önálló községgé, amikor a Nápolyi Királyságban felszámolták a feudalizmust.

## Népessége
A lakosság számának alakulása:

## Főbb látnivalói
- Sant’Eustachio-társkatedrális – a 12. században épült katedrális
- Palazzo de Mari-Alberotanza – az egykori normann vár átépítésével létrejött barokk nemesi palota